# Medvěd (seriál)
Medvěd (v anglickém originále The Bear) je americký komediálně-dramatický seriál, jehož tvůrcem je Christopher Storer. Seriál měl premiéru dne 23. června 2022 na platformě Hulu. V hlavních rolích účinkují Jeremy Allen White, Ebon Moss-Bachrach, Ayo Edebiri, Lionel Boyce, Liza Colón-Zayas, Abby Elliott a Matty Matheson. Seriál získal pozitivní recenze od kritiků, kteří chválili režii, scénář a herecký výkony. V červenci 2022 byl seriál obnoven pro druhou řadu, která měla premiéru dne 22. června 2023.
Seriál získal široké uznání, především za scénář, režii, herecké výkony, produkční hodnoty a zpracování tématu, kterému se seriál věnuje. První řada seriálu získala 10 cen Emmy, včetně ceny za nejlepší komediální seriál a vítězství v hereckých kategoriích pro Whitea, Moss-Bachracha a Edebiri. Seriál také získal čtyři Zlaté glóby, včetně vítězství Whitea a Edebiri v hereckých kategoriích a získal také cenu za nejlepší komediální seriál v roce 2024.

## Obsazení

### Hlavní role
- Jeremy Allen White jako Carmen „Carmy“ Berzatto, oceňovaný newyorský šéfkuchař, který se vrací do svého rodného Chicaga, aby vedl krachující restauraci svého zesnulého bratra Michaela
- Ebon Moss-Bachrach jako Richard „Richie“ Jerimovich, nejlepší přítel Michaela a de facto manažer restaurace
- Ayo Edebiri jako Sydney Adamu, talentovaná mladá kuchařka, která se připojí k restauraci jako její nová sous-chef
- Lionel Boyce jako Marcus
- Liza Colón-Zayas jako Tina
- Abby Elliott jako Natalie „Sugar“ Berzatto
- Matty Matheson jako Neil Fak (2. řada; 1. řada vedlejší)

### Vedlejší role
- Edwin Lee Gibson jako Ebraheim
- José Cervantes jako Angel
- Oliver Platt jako Jimmy Cicero
- Corey Hendrix jako Gary
- Richard Esteras jako Manny
- Chris Witaske jako Pete
- Molly Gordon (2. řada)

### Hostující role
- Jon Bernthal jako Michael „Mikey“ Berzatto
- Joel McHale
- Amy Morton jako Nancy Chore
- Molly Ringwald
- Bob Odenkirk (2. řada)

## Seznam dílů

### První řada (2022)
| Č. v seriálu | Č. v řadě | Původní název | Český název       | Režie              | Scénář                           | Premiéra na Hulu |
| ------------ | --------- | ------------- | ----------------- | ------------------ | -------------------------------- | ---------------- |
| 1            | 1         | System        | Systém            | Christopher Storer | Christopher Storer               | 23. června 2022  |
| 2            | 2         | Hands         | Ruce              | Christopher Storer | Christopher Storer               | 23. června 2022  |
| 3            | 3         | Brigade       | Kuchyňská brigáda | Joanna Calo        | Christopher Storer               | 23. června 2022  |
| 4            | 4         | Dogs          | Psi               | Christopher Storer | Sofya Levitsky-Weitz             | 23. června 2022  |
| 5            | 5         | Sheridan      | Sheridan          | Joanna Calo        | Karen Joseph Adcock              | 23. června 2022  |
| 6            | 6         | Ceres         | Ceres             | Joanna Calo        | Catherine Schetina a Rene Gube   | 23. června 2022  |
| 7            | 7         | Review        | Recenze           | Christopher Storer | Joanna Calo                      | 23. června 2022  |
| 8            | 8         | Braciole      | Braciole          | Christopher Storer | Christopher Storer a Joanna Calo | 23. června 2022  |

### Druhá řada (2023)
| Č. v seriálu | Č. v řadě | Původní název | Český název      | Režie              | Scénář                                   | Premiéra na Hulu | Premiéra v ČR |
| ------------ | --------- | ------------- | ---------------- | ------------------ | ---------------------------------------- | ---------------- | ------------- |
| 9            | 1         | Beef          | Hovězí           | Christopher Storer | Christopher Storer                       | 22. června 2023  | 2. srpna 2023 |
| 10           | 2         | Pasta         | Těstoviny        | Christopher Storer | Joanna Calo                              | 22. června 2023  | 2. srpna 2023 |
| 11           | 3         | Sundae        | Pohár            | Joanna Calo        | Karen Joseph Adcock a Catherine Schetina | 22. června 2023  | 2. srpna 2023 |
| 12           | 4         | Honeydew      | Meloun           | Ramy Youssef       | Stacy Osei-Kuffour                       | 22. června 2023  | 2. srpna 2023 |
| 13           | 5         | Pop           | Limča            | Joanna Calo        | Sofya Levitsky-Weitz                     | 22. června 2023  | 2. srpna 2023 |
| 14           | 6         | Fishes        | Ryby             | Christopher Storer | Joanna Calo a Christopher Storer         | 22. června 2023  | 2. srpna 2023 |
| 15           | 7         | Forks         | Vidličky         | Christopher Storer | Alex Russell                             | 22. června 2023  | 2. srpna 2023 |
| 16           | 8         | Bolognese     | Boloňské špagety | Christopher Storer | Rene Gube                                | 22. června 2023  | 2. srpna 2023 |
| 17           | 9         | Omelette      | Omeleta          | Christopher Storer | Christopher Storer a Joanna Calo         | 22. června 2023  | 2. srpna 2023 |
| 18           | 10        | The Bear      | Medvěd           | Christopher Storer | Kelly Galuska                            | 23. června 2023  | 2. srpna 2023 |

### Třetí řada (2024)
| Č. v seriálu | Č. v řadě | Původní název | Český název   | Režie              | Scénář                                                                 | Premiéra na Hulu | Premiéra v ČR |
| ------------ | --------- | ------------- | ------------- | ------------------ | ---------------------------------------------------------------------- | ---------------- | ------------- |
| 19           | 1         | Tomorrow      | bude oznámeno | Christopher Storer | námět: Christopher Storer a Matty Matheson scénář: Christopher Storer  | 27. června 2024  | bude oznámeno |
| 20           | 2         | Next          | bude oznámeno | Christopher Storer | námět: Christopher Storer a Courtney Storer scénář: Christopher Storer | 27. června 2024  | bude oznámeno |
| 21           | 3         | Doors         | bude oznámeno | Duccio Fabbri      | námět: Christopher Storer a Will Guidara scénář: Christopher Storer    | 27. června 2024  | bude oznámeno |
| 22           | 4         | Violet        | bude oznámeno | Christopher Storer | Christopher Storer                                                     | 27. června 2024  | bude oznámeno |
| 23           | 5         | Children      | bude oznámeno | Christopher Storer | Christopher Storer                                                     | 27. června 2024  | bude oznámeno |
| 24           | 6         | Napkins       | bude oznámeno | Ayo Edebiri        | Catherine Schetina                                                     | 27. června 2024  | bude oznámeno |
| 25           | 7         | Legacy        | bude oznámeno | Joanna Calo        | Christopher Storer                                                     | 27. června 2024  | bude oznámeno |
| 26           | 8         | Ice Chips     | bude oznámeno | Christopher Storer | Joanna Calo                                                            | 27. června 2024  | bude oznámeno |
| 27           | 9         | Apologies     | bude oznámeno | Christopher Storer | Alex Russell                                                           | 27. června 2024  | bude oznámeno |
| 28           | 10        | Forever       | bude oznámeno | Christopher Storer | Christopher Storer                                                     | 27. června 2024  | bude oznámeno |